# 울산가정법원
울산가정법원(蔚山家庭法院)은 울산광역시의 가사에 관한 사건과 소년에 관한 사건 을 전문적으로 처리하기 위해 2018년 3월 1일에 울산광역시 남구 법대로 55에 설치된 가정법원이다.

## 주요 업무
- 가사재판: 재판상이혼, 혼인무효, 친생자관계존부확인 등
- 소년재판:
- 가정보호재판:
- 가족관계등록: 후견등기사항증명서 발급, 가족관계등록신고서류 열람, 개명, 가족관계창설·정정, 국적취득자의 창성·창본 등

## 연혁
- 각급법원의 설치와 관할구역에 관한 법률 제12184호에 의하여 울산가정법원 설치

## 조직
(;) 괄호 안은 재판부의 수이다.
- 울산가정법원
  - 재판부
    - 항소부·항고부 (3)
    - 합의부 (1)
    - 가사소송단독 (3)
    - 가사신청단독 (2)
    - 가사비송단독 (2)
    - 소년단독 (2)
    - 가정·아동보호단독 (2)
    - 가족관계등록비송단독 (1)

  - 사무국
    - 총무과
    - 가사과

## 역대 법원장
| 순번 | 이름   | 재임기간                    | 주요 경력 |
| ---- | ------ | --------------------------- | --------- |
| 1대  | 남근욱 | 2018년 3월 1일 ~ 2020년 2월 |           |
| 2대  | 손대식 | 2020년 2월 ~ 2022년 2월     |           |
| 3대  | 백정현 | 2022년 2월 ~ 2024년 2월 4일 |           |
| 4대  | 신종열 | 2024년 2월 5일 ~            |           |

## 관할
울산광역시, 양산시를 관할로 하되, 다만 양산시 협의이혼 사건은 양산시법원이 관할한다.

## 같이 보기
- 울산지방법원
- 대한민국 가정법원
- 대법원